# Paysage avec Ascagne abattant le cerf de Silvia
Paysage avec Ascagne abattant le cerf de Silvia est une peinture à l'huile sur toile de 1682 de Claude Gellée (dit Claude Lorrain, ou traditionnellement juste Claude), peintre du Baroque originaire du duché de Lorraine, qui a travaillé toute sa carrière à Rome. Elle y a été peinte pour le prince Lorenzo Onofrio Colonna (1637-1689), le mécène le plus important de Claude au cours des dernières années de sa vie, et se trouve maintenant à l'Ashmolean Museum d'Oxford. Elle est signée, datée de l'année, avec le sujet (en bas au centre), comme Claude le faisait parfois avec ses sujets moins courants,.
Elle mesure 120 cm de haut sur 150 cm de large ; elle a été réalisée l'année de décès de l'artiste, constituant une de ses dernières œuvres.

## Historique de l'œuvre

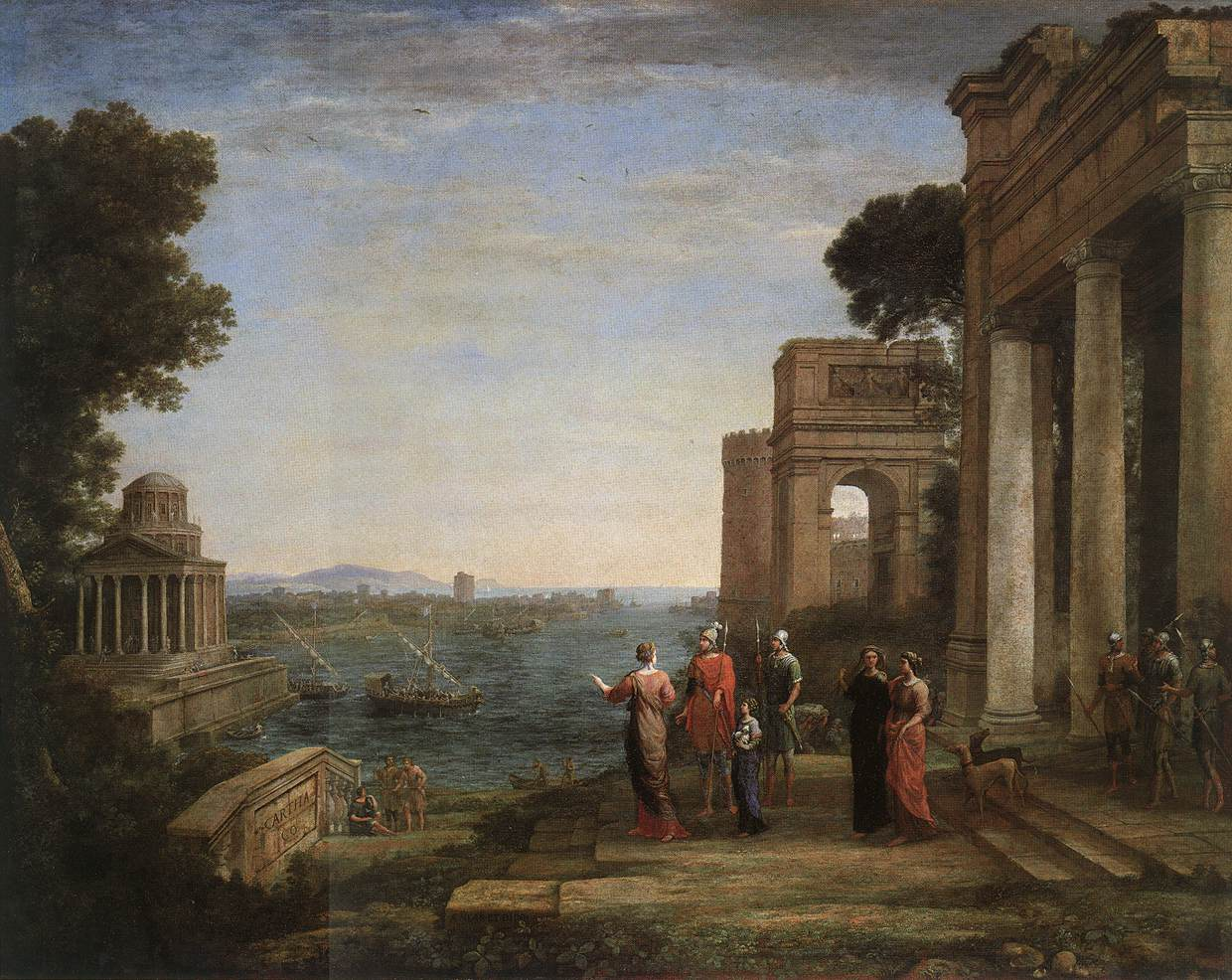
Énée et Didon à Carthage, 1676, Kunsthalle de Hambourg.

Claude Lorrain appartient à la période de l'art Baroque, s'inscrivant dans le courant du Classicisme français, où il se démarque dans la peinture de paysage. Son œuvre reflète un nouveau concept dans l'élaboration du paysage en se basant sur référents classiques — le dénommé « paysage idéal » —, une conception idéale de la nature et du propre monde intérieur de l'artiste. Cette façon de traiter le paysage lui donne un caractère plus élaboré et intellectuel et devient l’objet principal de la création de l’artiste, la mise en forme de sa conception du monde, l’interprète de sa poésie, qui évoque un espace idéal et parfait.
Ce paysage est commandé par le prince Lorenzo Onofrio Colonna, prince de Paliano et connétable de Naples, pour lequel Claude a peint huit autres tableaux. C'est le dernier tableau de Claude, et il n'est peut-être pas tout à fait terminé ; il n'apparaît donc pas dans le Liber Veritatis, où l'artiste réalise des dessins pour enregistrer ses œuvres achevées. C'est aussi la dernière des nombreuses scènes portuaires de Claude. La date de naissance de Claude est incertaine, mais il a au moins la soixantaine lorsqu'il le peint ; il est peut-être âgé de 82 ans,.
Le tableau constitue un pendant de son tableau, achevé six ans plus tôt, Énée et Didon à Carthage (ou Les adieux d'Énée à Didon à Carthage, 1676, aujourd'hui au Kunsthalle de Hambourg), une autre scène de l'Énéide, antérieure à celle-ci. Avec le tableau d'Oxford accroché à gauche, les groupes de personnages de chaque côté sont tournés vers l'intérieur et les bâtiments principaux encadrent l'extérieur de la paire,. Les deux tableaux présentent de grandes colonnes sur un bâtiment classique, une référence à la famille Colonna, qui a inclus une telle colonne dans ses armoiries.
Une fois terminé, le tableau reste au palais Colonna jusqu'en 1798-1799, lorsque les Français occupent Rome, alarmant les grandes familles de la noblesse. Il est la propriété de la famille Colonna jusqu’en 1783. Avec de nombreuses autres peintures majeures des collections romaines, il est acheté en 1798 par le collectionneur, marchand, écrivain et conservateur anglais William Young Ottley, qui l'apporte à Londres, à une époque où les œuvres de Claude s'achètent des prix énormes,.
Il est vendu chez Christie's le 16 mai 1801 pour 462 £, étant désormais séparé de son pendant, adjugé 840 £. Entre 1801 et 1826, il appartient à la famille Porter. Il est acheté par le banquier Sir Thomas Baring (2e baronnet) et est installé dans sa maison de Stratton Park, Hampshire, en 1837. Il reste dans la collection de la famille Baring jusqu'en 1866 ; le 2e comte de Northbrook le vend chez Christie's en 1919 pour 588 £ ; à ce moment-là, les prix des œuvres de Claude ont plongé du fait de l'inflation. Il est offert à l'Ashmolean en 1926 par Mme F. Weldon.

## Sujet

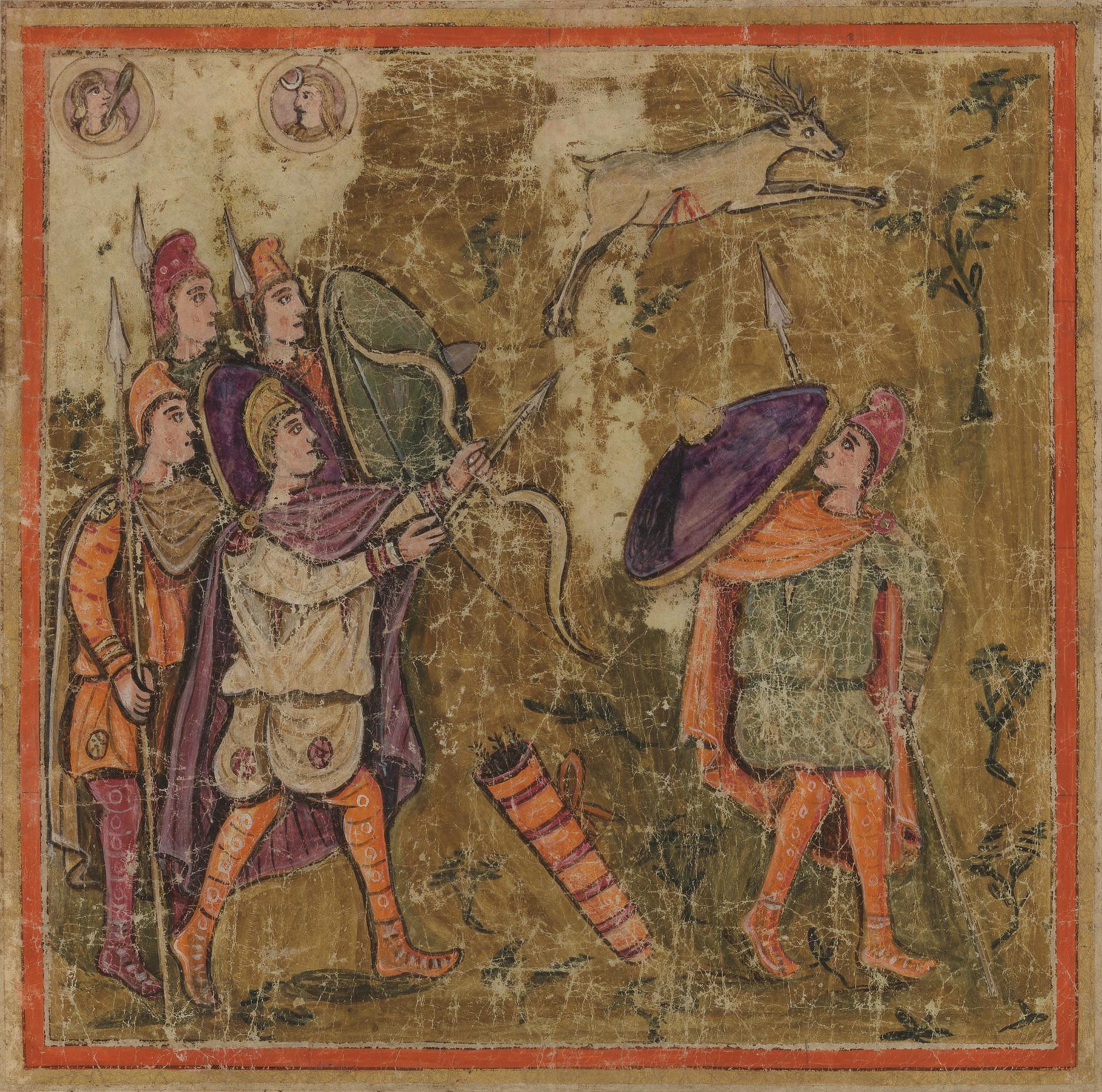
Vergilius Romanus, Ve siècle, bibliothèque apostolique vaticane, Cod. T.V.A. lat. 3867, f 163 recto.

Le tableau représente une scène mythologique tirée du livre 7, versets 483 à 499, de l' épopée de Virgile, l' Énéide. Après l’arrivée en Italie du héros Énée, son fils Ascagne participe à une chasse où, à l’instigation de la déesse Junon, il tue un cerf très apprécié des habitants de la région, qui est l'animal de compagnie élevé par Silvia, fille de Tyrrhée, chef des gardes forestiers du roi de Latie, ce qui déclenche une guerre entre les Troyens et les Latins. Après la victoire des nouveaux arrivants, Énée fonde le royaume d’où naquit plus tard l’Empire romain.
Le récit de Virgile, sur 16 lignes, consacre la plupart d'entre elles à décrire la relation étroite entre Silvia et le cerf. Le moment montré est celui du calme, alors qu'Ascagne vise et que le cerf, trop confiant dans son statut particulier, le regarde. Une fois la flèche tirée, le paisible paysage côtier qui s’étend derrière eux sera très vite perturbé par la guerre que décrit ensuite Virgile.
Cette œuvre est l’une des dernières réalisations de Claude, l'année même de sa mort. Dans les dernières années de sa carrière, il travaille en particulier sur des sujets religieux et mythologiques, interprétés avec simplicité. L’Énéide devint sa principale source d’inspiration, avec une série d’œuvres d’une grande originalité et vigueur, montrant des paysages majestueux mettant en scène des lieux mythiques déjà disparus : Pallantium, Delphes, Carthage, le mont Parnasse.
Fait inhabituel pour Claude, le ciel est couvert de nuages orageux et les arbres sont courbés par un vent soufflant de la gauche. Le temple élaboré d’ordre corinthien est depuis longtemps en ruine. À première vue, dans une scène antérieure à la fondation de Rome, il s'agit d'un anachronisme, qui aurait été apparent même au XVIIe siècle, mais qui reflète l'état dans lequel les monuments romains antiques étaient réduits à l'époque de Claude. Le tableau embrasse donc toute la trajectoire de la civilisation romaine à travers l'histoire, de son début à sa fin, et peuple un paysage idéalisé de l'époque de Claude avec des personnages de ses débuts.
Le sujet est très rare dans l'art, mais il existe une composition de Rubens, avec un tableau à Gérone et une Étude à l'huile conservée au Philadelphia Museum of Art, qui montre un autre moment de l'histoire. Il s’agit également d’une œuvre tardive, mais la composition ne pourrait guère être plus différente : Silvia y soigne le cerf mourant tandis qu'une compagne éloigne les chiens ; derrière eux, un combat a éclaté entre les Latins et le groupe d'Ascagne.
Claude avait peut-être connaissance d'une représentation dans le Vergilius Romanus, un manuscrit illustré du Ve siècle des œuvres de Virgile conservé à la bibliothèque apostolique vaticane (Cod. Vat. lat. 3867, f 163 recto), qui était un sujet d'intérêt pour connaisseurs romains. Dépouillés du paysage, les éléments de l'image sont similaires, bien qu'Ascagne ait déjà blessé le cerf et tend l'arc pour un deuxième coup, une scène plus proche de Rubens.

## Description et analyse

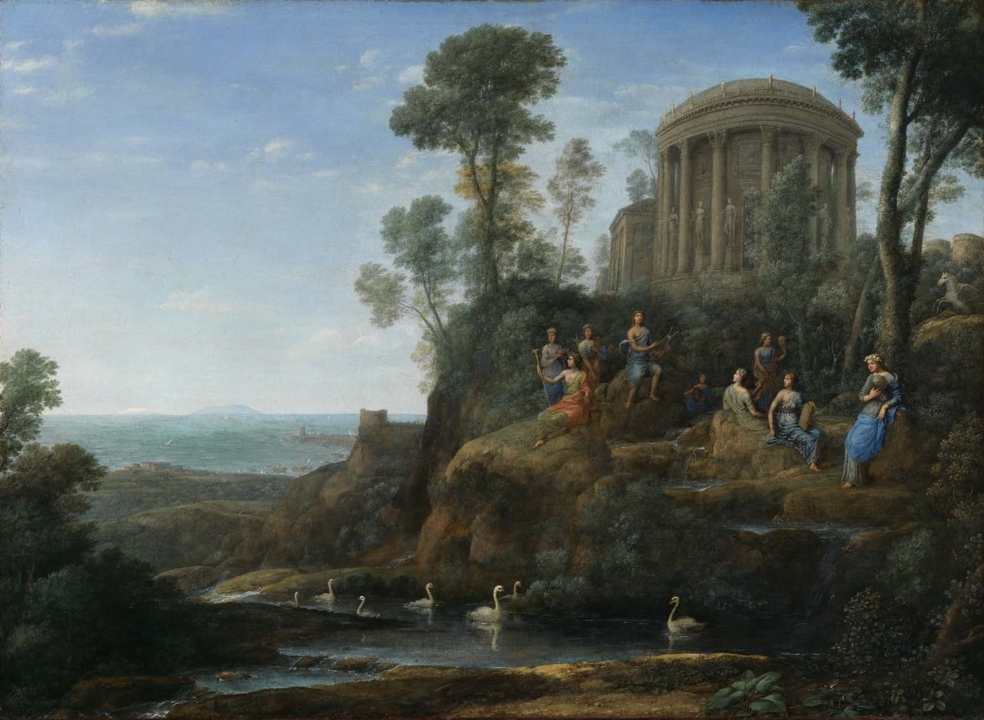
Apollon et les muses sur le mont Hélion (Parnasse), 1680, musée des Beaux-Arts (Boston).

Le paysage, à la végétation luxuriante, prédomine dans cette composition divisée en deux par une rivière dans la partie centrale. Ascagne apparait sur le côté gauche, pointant son arc, sur le point de tirer ; derrière lui apparaissent des soldats avec des chiens de chasse. Derrière eux se trouvent d’imposantes ruines de style classique et, en second plan, un temple de type tholos. Sur le côté droit, le cerf est tourné vers Ascagne ; au fond il y a une montagne sur laquelle se dresse un château. Les figures humaines sont allongées et désincarnées, comme habituellement dans les dernières œuvres de Claude. La composition générale a un air un peu éthéré, avec des couleurs aux reflets argentés et des formes estompées, comme on le perçoit dans les arbres presque transparents.
Comme dans le pendant de Hambourg et dans de nombreux tableaux de Claude, la composition attire le regard du spectateur vers l'arrière-plan grâce à deux grands éléments « repoussoirs » de chaque côté, l'un étant très proche et l'autre beaucoup plus en retrait. La diagonale de gauche à droite ainsi constituée est équilibrée par la rivière, qui coule en sens inverse.
Dans cette œuvre, Claude unit magistralement la solidité structurelle de l’architecture et du paysage, qui dénotent des proportions soignées, avec une grande finesse dans les détails, seulement perceptible dans certaines de ses dernières œuvres, comme Apollon et les muses sur le mont Hélion (Parnasse) (1680, musée des Beaux-Arts (Boston)).
La composition a évolué à travers une série de dessins commençant en 1669, dont deux sont maintenant à Chatsworth House (1671 ou 1678) et à Ashmolean (1682),,. On y perçoit la connexion avec Énée chassant le cerf sur la côte de Libye (1672, musées royaux des Beaux-Arts de Belgique), avec une composition structurée à travers la continuité entre les arbres et les nuages du ciel, et entre les éléments végétaux et l’architecture. La composition finale, avec la rivière séparant l'archer et le cerf, n'est élaborée que tardivement.
Le tableau est signé « CLAVDIO. I, V, F, A ROMAE 1682 Come. Ascanio saetta il. Cervo di Silvia figliuola di. Tirro lib. 7 Vig. » (« Comment Ascanio abat le cerf de Silvia, fille de Tirro, livre 7 de Virgile »). En dessous se trouve une autre signature partiellement couverte par le cadre : CLAVDIO ROM. Selon le catalogue de la vente aux enchères Ottley, réalisé en 1801, il portait au verso l’inscription « Quadro per l’Illmo et excellmo Sig. Contestabile Colonna questo di 5 Ottobre 1681 », aujourd’hui disparue.

## Personnages

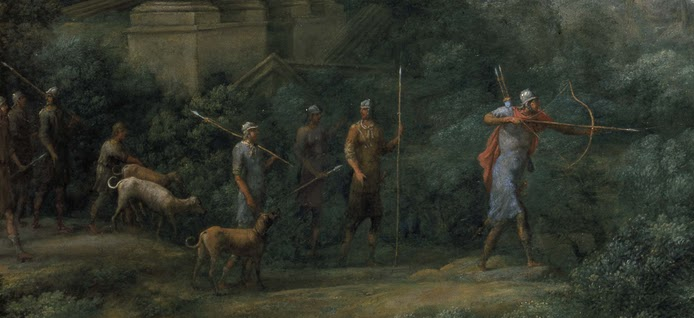
Le groupe des chasseurs.

Bien que pratiquement tous les tableaux de Claude contiennent des personnages, ne serait-ce qu'un berger, leur faiblesse a toujours été reconnue, notamment par Claude lui-même ; selon son biographe Philippe Baldinucci, il a plaisanté en disant qu'il faisait payer ses paysages, mais qu'il donnait les personnages gratuitement. Selon son autre biographe contemporain, Joachim von Sandrart, il a fait des efforts considérables pour les améliorer, mais sans succès ; il existe de nombreuses études, typiquement pour des groupes de personnages, parmi ses dessins,.
Dans les dernières années de Claude, ses personnages ont tendance à devenir de plus en plus allongés, un processus poussé à l'extrême dans ce tableau, dont même son propriétaire dit : « Les chasseurs sont incroyablement allongés – Ascagne, en particulier, est absurdement lourd au sommet ». Son pendant présente des figures presque aussi extrêmes. Avec la mode du diagnostic médical par l'art au milieu du XXe siècle, il a été suggéré que Claude avait développé un défaut optique produisant de tels effets, mais cette hypothèse a été rejetée tant par les médecins que par les critiques.
Ainsi, les figures humaines se réduisent, deviennent presque comme de simples marionnettes, entièrement dominées par le paysage qui les entoure. Dans cette œuvre, la petitesse des figures est évidente en les plaçant à côté d’une architecture grandiose qui, à côté de l’infinité du paysage, les réduit à l’insignifiance.

## Critique

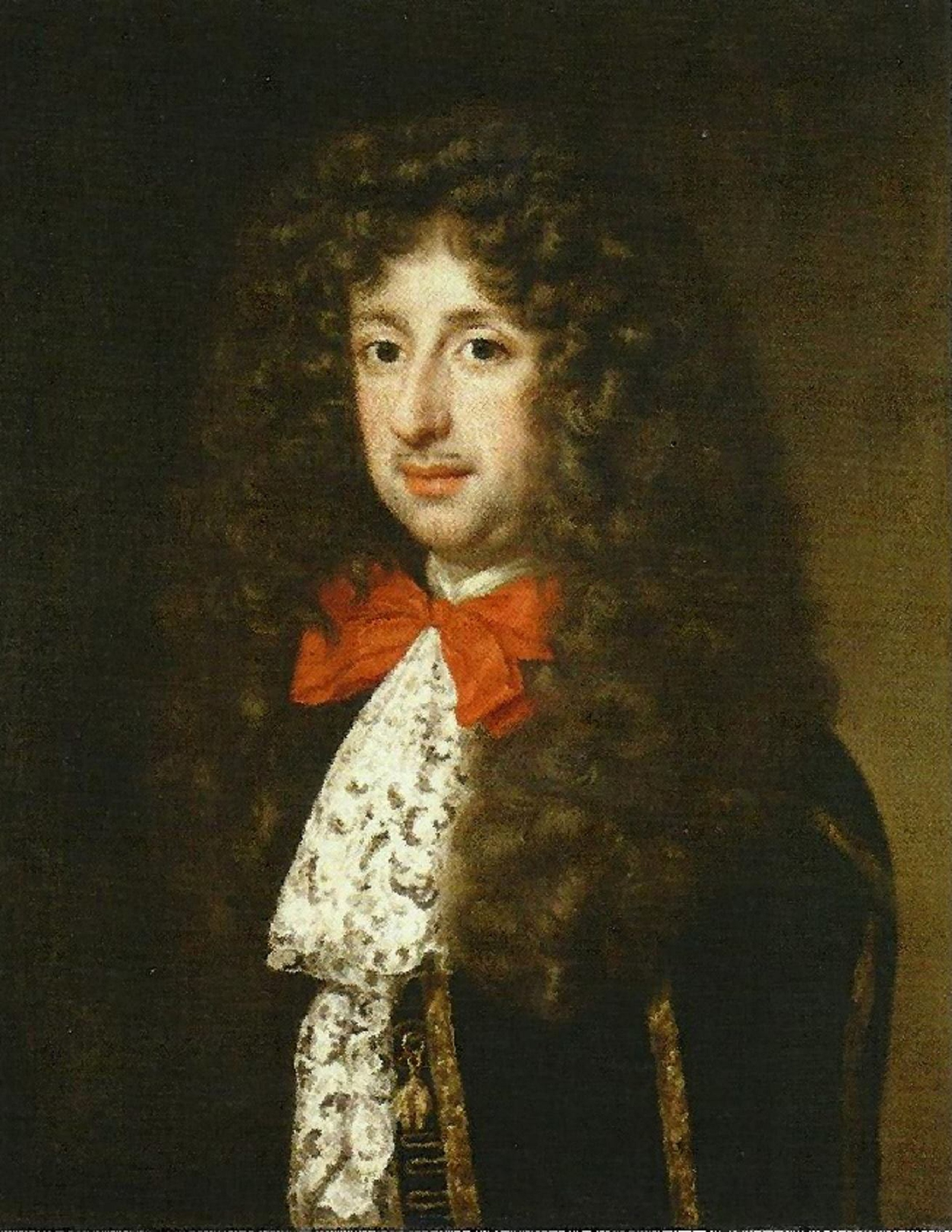
Jacob Ferdinand Voet, Portrait du prince Lorenzo Onofrio Colonna, le commanditaire.

Malgré les personnages, le tableau a été l'une des œuvres les plus admirées de Claude. Pour Anthony Blunt, elle « révèle toutes les qualités de la dernière phase de l'artiste... La gamme de couleurs est réduite à ses limites extrêmes : arbres verts argentés, ciel gris-bleu pâle, architecture grise et robes de couleurs neutres pour les personnages. Les arbres sont désormais si diaphanes et le portique si ouvert qu'ils interrompent à peine la continuité de l'air. Les figures sont minces et allongées, de sorte qu’elles ont aussi la qualité immatérielle adaptée à ce pays des fées. Tous les éléments de la poésie de Claude sont ici dans leur forme la plus nue, mais combinés d’une manière magique qui défie l’analyse. »
Pour le spécialiste de Claude, Michael Kitson, il « résume et dépasse à la fois le développement antérieur de Claude. Il est tout à fait personnel et a pourtant cette qualité profonde, tremblante et lointaine qui caractérise le style d'autres grands artistes dans leur vieillesse ».